# سوسن آربوریکولا
سوسن آربوریکولا(نام علمی: Lilium arboricola) نام یک گونه از سرده گل سوسن است.